# Navadni lučnik
Navadni lučnik ali papeževa sveča (znanstveno ime Verbascum phlomoides) je zdravilna rastlina iz družine črnobinovk (Scrophulariaceae).

## Opis
Navadni lučnik doseže v višino od 50 do 200 cm, raste pa ob poteh, na posekah in suhih krajih v nižinskih predelih. Stebelni listi so zeleni, niso dlakavi. Listni rob je nerazločno nazobčan. Cvetovi so zbrani v sestavljenih pokončnih socvetjih. Cvetni venec je rumen in običajno širši od 3 cm. Prašne niti so poraščene z belimi dlačicami.

## Zdravilne lastnosti
Navadni lučnik se v ljudskem zdravilstvu uporablja, ker miri kašelj, pospešuje izkašljevanje, blaži vnetja in znižuje vročino. Poleg tega im adiuretične lastnosti, zdravi pa tudi revmo ter pomaga pri celjenju ran. V preteklosti so se nabirali vsi deli rastline, danes pa se po večini uporabljajo le še cvetovi.